# Trey Kell
George Earl Kell III, meglio noto come Trey Kell (San Diego, 5 aprile 1996), è un cestista statunitense naturalizzato siriano.

## Statistiche

### College
| Anno      | Squadra     | PG  | PT  | MP   | TC%  | 3P%  | TL%  | RP  | AP  | PRP | SP  | PP   |
| --------- | ----------- | --- | --- | ---- | ---- | ---- | ---- | --- | --- | --- | --- | ---- |
| 2014-2015 | SDSU Aztecs | 35  | 15  | 20,3 | 33,3 | 22,1 | 63,7 | 2,8 | 1,6 | 0,6 | 0,1 | 5,6  |
| 2015-2016 | SDSU Aztecs | 38  | 38  | 28,5 | 40,5 | 38,4 | 66,7 | 3,7 | 1,4 | 0,8 | 0,2 | 12,6 |
| 2016-2017 | SDSU Aztecs | 33  | 32  | 31,8 | 37,5 | 26,8 | 76,6 | 4,9 | 2,9 | 1,4 | 0,4 | 13,2 |
| 2017-2018 | SDSU Aztecs | 28  | 27  | 28,5 | 38,4 | 28,9 | 74,2 | 4,1 | 4,1 | 1,1 | 0,2 | 10,5 |
| Carriera  | Carriera    | 134 | 112 | 27,2 | 38,0 | 30,9 | 70,7 | 3,9 | 2,4 | 0,9 | 0,2 | 10,5 |

### Eurolega
| Anno      | Squadra        | PG | PT | MP   | TC%  | 3P% | TL%  | RP  | AP  | PRP | SP  | PP  |
| --------- | -------------- | -- | -- | ---- | ---- | --- | ---- | --- | --- | --- | --- | --- |
| 2021-2022 | Olimpia Milano | 4  | 0  | 12,5 | 40,0 | 0,0 | 80,0 | 1,5 | 0,5 | 0,2 | 0,0 | 4,0 |
| Carriera  | Carriera       | 4  | 0  | 12,5 | 40,0 | 0,0 | 80,0 | 1,5 | 0,5 | 0,2 | 0,0 | 4,0 |

## Palmarès

### Club
- Campionato italiano: 1

Olimpia Milano: 2021-22
- Campionato polacco: 1

Stal Ostrów: 2020-21
- Campionato canadese: 1

Moncton Magic: 2018-19
- Coppa Italia: 1

Olimpia Milano: 2022

### Individuale
- MVP Finals campionato canadese: 1

2019